# Juninho (Fußballspieler, 1994)
Junior Silva Ferreira, auch einfach nur Juninho (* 26. September 1994 in Chapada dos Guimarães) ist ein brasilianischer Fußballspieler.

## Karriere
Juninho erlernte das Fußballspielen in der Jugendmannschaft von Cruzeiro Belo Horizonte in Belo Horizonte, der Hauptstadt des brasilianischen Bundesstaates Minas Gerais. 2015 ging er nach Japan. Hier unterschrieb er einen Vertrag beim FC Osaka. Der Klub aus Osaka spielte in der vierten japanischen Liga, der Japan Football League. Von Juli 2018 bis Dezember 2018 wurde er an den Zweitligisten Kyōto Sanga nach Kyōto ausgeliehen. Nach Ende der Ausleihe wurde er von Kyōto Sanga Anfang 2019 fest verpflichtet. Nach insgesamt 49 Spielen für Kyōto wechselte er Anfang 2021 zum Ligakonkurrenten Tochigi SC.